# Truppenübungsplatz Altmark

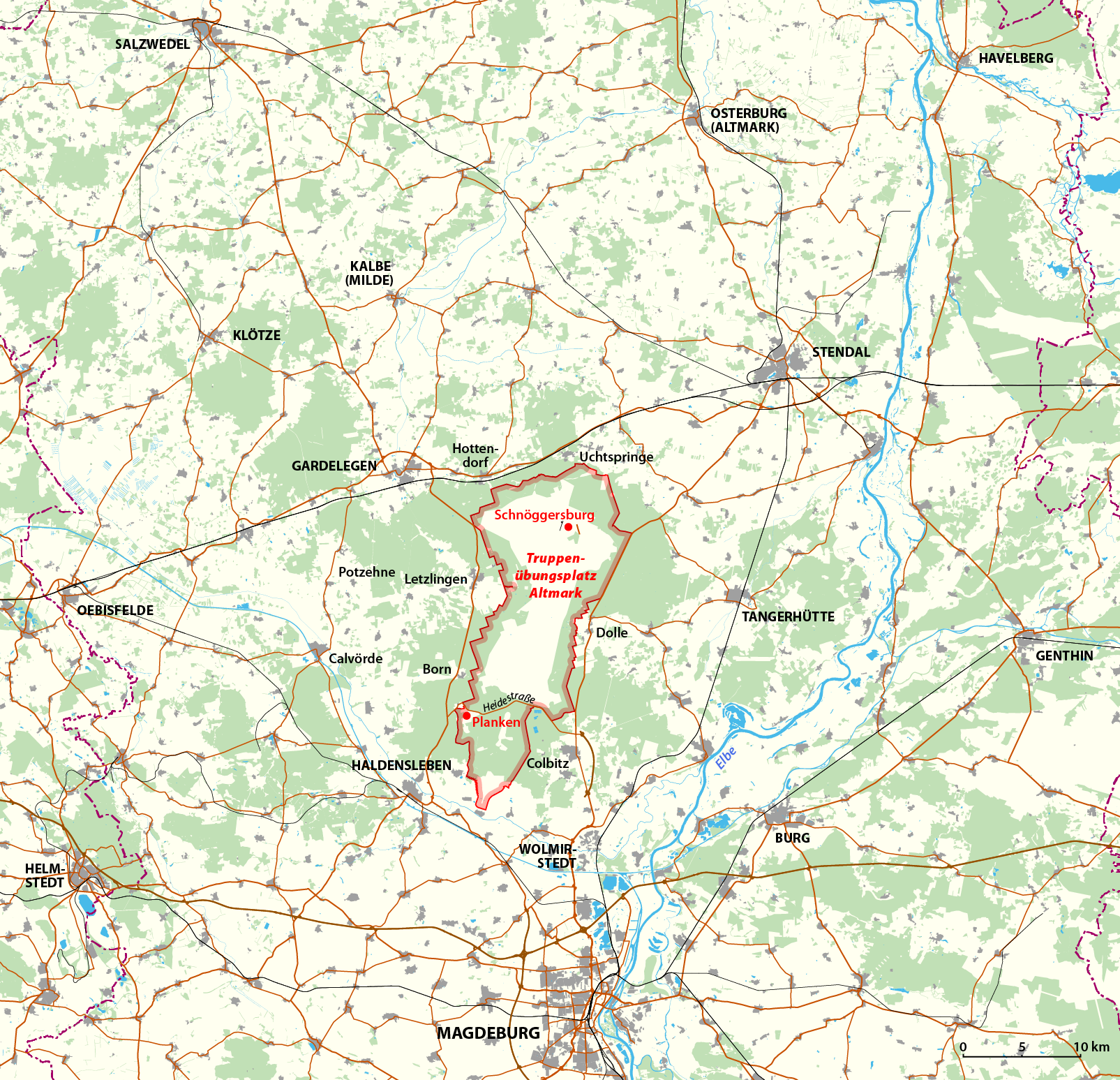
Lage des Truppenübungsplatzes im Norden von Sachsen-Anhalt

Der Truppenübungsplatz Altmark ist ein Truppenübungsplatz der Bundeswehr in der Colbitz-Letzlinger Heide im Norden von Sachsen-Anhalt, auf dem sich das Gefechtsübungszentrum Heer befindet. Der Übungsplatz liegt etwa 40 Kilometer nördlich von Magdeburg zwischen Haldensleben, Gardelegen und Stendal. Mit einer Fläche von rund 232 Quadratkilometern ist er der drittgrößte Truppenübungsplatz Deutschlands (nach Bergen und Grafenwöhr).
Er gilt als einer der modernsten Truppenübungsplätze Europas.

## Geschichte
Ab 1934 ließ das NS-Regime unter anderem eine 30 Kilometer lange Artillerieschießbahn für die Heeresversuchsanstalt Hillersleben auf diesem Gelände anlegen. Ab 1936 testete die aufrüstende Wehrmacht dort Artilleriewaffen und später auch schwere Waffen wie das Dora-Geschütz. Während des Zweiten Weltkriegs baute die Wehrmacht die dortige Infrastruktur und die technischen Anlagen zur Schießerprobung aus.
Ab Juli 1945 nutzte die Gruppe der Sowjetischen Streitkräfte in Deutschland (GSSD) die Kasernenanlagen im Süd- und Nordbereich des Geländes als Stationierungsorte und baute den Platz zum reinen Gefechtsschießplatz um. Für das Großmanöver Waffenbrüderschaft 80 (September 1980) wurden große Waldgebiete gerodet, um die nutzbaren Zielflächen zu vergrößern. Dabei erhielt der Übungsplatz seine heutigen Umrisse. Zeitweise stationierte die Sowjetarmee auf diesem westlichsten Übungsplatz bis zu 20.000 Soldaten.
Nach dem Fall der Mauer, der Öffnung des Eisernen Vorhangs und dem Zerfall des Ostblocks wurden von 1990 bis 1994 die sowjetischen Truppen aus dem Gebiet der früheren DDR abgezogen. Bis 1997 baute die Bundeswehr auf dem Gelände ein neues Gefechtsübungszentrum auf und nutzte dabei die Infrastruktur der Kasernenanlagen in Planken. 2001 wurde die neugebaute Kaserne in Letzlingen an die Bundeswehr übergeben.
2004 brach die von CDU und FDP geführte Landesregierung (Kabinett Böhmer I) den  „Heidekompromiss“ von 1997, wonach die Südhälfte des Gebiets zivil genutzt werden sollte, und erlaubte eine militärische Nutzung über 2006 hinaus. Bis 2007 wurde Munition industriell vom Platz geräumt. Bis 2009 wurde der Südteil baulich angeschlossen. 2010 wurde eine etwa 1.700 m lange Behelfslandebahn im Nordteil fertiggestellt. 2011 begann eine aufwändige Entsorgung von Altlasten auf dem ehemaligen Dekontaminationsplatz der GSSD im Südteil.
Seitdem wird das gesamte Gebiet für Militärübungen genutzt, besonders für Trainings zu Auslandseinsätzen. 2011 nahmen daran 12.750 Soldaten teil. 2012 begann die Bundeswehr dort den Bau der Übungsstadt „Schnöggersburg“ und eines Militärflughafens.
2019 fand ein Tag der offenen Tür statt, der von mehr als 8.000 Menschen besucht wurde.

## Gegenwärtige Nutzung
Heute nutzt das Gefechtsübungszentrum Heer (GefÜbZH) der Bundeswehr das Gelände für die simulationsgestützte Ausbildung und verschiedene Möglichkeiten, einen Gefechtsverband im Rahmen eines hochintensiven Gefechts oder einen Einsatzverband/Taskforce in Operationen niedriger bis mittlerer Intensität auszubilden. Von Kämpfen in Städten bis zum Gefecht von Panzergruppen werden hier militärische Interventionen von Luft- und Bodenmilitärtrupps simuliert. Zu den 23 Ausbildungs- und Übungsanlagen gehören unter anderem die Altmark-Kaserne östlich von Letzlingen, die Truppenlager Born (Westheide), Hottendorf und Planken sowie das Zentrum zur Entsorgung von Fundmunition (MLZB Hottendorf) ganz im Norden.
Der industrielle Betreiber „Rheinmetall Dienstleistungszentrum Altmark“ ist Dienstleister und Verwalter der gesamten Technik und Logistik und leistet die Vorarbeit für die militärischen Analysen. Für 2014 bis 2018 erhielt Rheinmetall dafür 70 Millionen Euro von der Bundeswehr. Im Juli 2014 (kurz nachdem Russland völkerrechtswidrig die Krim annektiert hatte) stoppte die Bundesregierung den Export einer ähnlichen Anlage nach Russland.
In Havelberg nördlich des GÜZ sind das Panzerpionierbataillon 803 und das Führungs- und Unterstützungsbataillon 382 stationiert.
Bis 2012 bot das GÜZ 1.200 Arbeitsplätze, davon 500 zivile, in Bereichen wie der Soldatenkantine, Instandhaltung, Werkfeuerwehr und beim Betreiber Rheinmetall Defence. Vor allem deshalb unterstützen viele Bewohner und Kommunalpolitiker der Umgebung das GÜZ und den Bau von Schnöggersburg.

### Übungsdörfer
In der Übungsstadt Schnöggersburg im nördlichen Bereich des Platzes sollen Soldaten unter anderem die Aufstandsbekämpfung in Städten trainieren. Auf einer Fläche von zwei mal drei Kilometer gibt es mehr als 500 Gebäude, darunter eine Hochhaussiedlung, eine U-Bahn-Station, ein Stadion und ein Flughafen. Bis zu 1.500 Soldaten gleichzeitig können für Einsätze in Krisengebieten trainieren. Stand 2018 wurden 118 Millionen Euro für den Bau ausgegeben. 2017 wurden erste Teile der Übungsstadt offiziell übergeben. Nach einem weiteren Ausbau ist die Übungsstadt nunmehr fertiggestellt und in Betrieb.
Das zweitgrößte Übungsdorf Hottendorf liegt 3 Kilometer südlich der gleichnamigen Ortschaft.
Rund 3 Kilometer westlich von Colbitz liegt das Übungsdorf Dahrenstedt im Sperrgebiet.
Das Übungsdorf Stullenstadt liegt am südlichen Rand des Hauptteils des Platzes. Es umfasst ca. 12 Gebäude.

## Verkehr
Durch das Gelände des Truppenübungsplatzes führt die Kreisstraße 1142 in West-Ost-Richtung von Hütten in die Nähe von Colbitz. Gelegentlich ist sie wegen militärischer Übungen gesperrt. Zudem endet bei Letzlingen ein vom Bahnhof Gardelegen (Bahnstrecke Haldensleben–Gardelegen) abzweigendes Güteranschlussgleis. Diese Strecke ist eine nicht-öffentliche Anschlussbahn der Bundeswehr.

## Proteste
Initiatorin, Hauptakteurin und Sprecherin der Initiative Gewaltfreie Aktion GÜZ abschaffen ist Katja Tempel aus dem Landkreis Lüchow-Dannenberg. Die erstmals in den 1980er Jahren und danach mehrfach, teilweise zu Freiheitsstrafen, verurteilte Katja Tempel ist Tochter der Mitbegründer der westdeutschen Ostermärsche in den 1960er Jahren. Die 1963 geborene Hebamme und Sozialpädagogin beteiligt sich seit ihrem 17. Lebensjahr regelmäßig an Protesten, Mahnwachen, Hungerstreiks und Blockaden gegen Atomkraft, Militär und Gentechnik. Sie ist beispielsweise die Initiatorin der Anti-Atomkraft-Bewegung „gorleben365“, bei der sie eine Schlüsselrolle einnimmt oder der Blockaden des Fliegerhorsts Büchel und des US-Stützpunkts Mutlangen sowie Gründungsmitglied der Anti-Atom-Initiative X-tausendmal quer. Unterstützt werden ihre Aktionen von ihrer Tochter Klara Tempel. Der Mitteldeutsche Rundfunk nannte sie, was ihre Protesterfahrungen angeht, eine Veteranin.
Ab September 2012 rief das Aktionsbündnis War starts here – let’s end it here erstmals zu einem Protestcamp auf. Die Stadt Gardelegen bot den Organisatoren zunächst Plätze in einem 20 Kilometer entfernten Industriegebiet an. Dagegen fand eine Dauermahnwache auf dem Gardelegener Marktplatz statt. Nach einem Aufruf zur Blockade des Militärbetriebs auf dem GÜZ verboten die Behörden in Sachsen-Anhalt am 8. September 2012 für eine Woche alle Kundgebungen in dem Gebiet. Das Demonstrationsverbot betraf das größte Gebiet in der Geschichte der Bundesrepublik. Das Aktionsbündnis reagierte erfolglos mit juristischen Schritten.
Die Bürgerinitiative Offene Heide demonstrierte seit 2012 jeden ersten Sonntag im Monat für die zivile Nutzung und touristische Erschließung des Gebiets, um vom Militär unabhängige Arbeitsplätze zu schaffen. Ab 12. September unterstützten Wendland-Bewohner die Proteste mit Traktoren, Wohnwagen und Zelten auf dem Marktplatz von Letzlingen. Die Ortsverwaltung verbot daraufhin auf allen Zufahrtsstraßen das Parken, außer für Polizeifahrzeuge. Die Fahrzeuge der Protestler durften den Markt nicht verlassen. Um das gesamte GÜZ wurde eine Bannmeile verhängt. Ein Landwirt bei Potzehne stellte eine Wiese für das Protestcamp zur Verfügung. Die Teilnehmer wollten das Demonstrationsverbot notfalls missachten; manche kündigten an, auf den Truppenübungsplatz vorzudringen und die Ausbildung zu stören. Die dortige Bundeswehr erhöhte die Alarmbereitschaft und die Zahl der Feldjäger. Rund 1000 Polizisten vollzogen nach Polizeiangaben 700 Personenkontrollen, 137 Platzverweise, 24 Festnahmen und 64 Anzeigen gegen Teilnehmer, die in Kleingruppen auf das Militärgelände zu gelangen versucht hatten. Einige davon besprühten einen Panzer mit Farbe und warfen mit Glassplittern gefüllte Farbbeutel auf ein Gebäude. Andere blockierten zeitweise die B 71 mit einer Sitzblockade. An der einzigen erlaubten Demonstration nahmen rund 100 Menschen teil.
2013 hob ein Gericht das erneut verhängte Demonstrationsverbot auf. Daraufhin demonstrierten rund 30 Anwohner in Letzlingen für die Bundeswehr. Die Polizei setzte bis zu 600 Beamte gegen Proteste ein und verdächtigte Campteilnehmer, einen Brandanschlag auf ein 90 km entferntes Fahrzeuglager der Bundeswehr in Havelberg begangen zu haben. Die Organisatoren des Camps betonten die Gewaltfreiheit ihrer Aktionen und wiesen die Verdächtigung als Kriminalisierungsversuch zurück, begrüßten auf ihrer Webseite aber die Aktionen. „Es ist in unseren Augen nachvollziehbar, wenn sich Menschen für Sabotage als antimilitaristisches Mittel entscheiden und Abrüstung selbst in die Hand nehmen.“ Nach Polizeiangaben nahmen 250 Personen am Camp teil. 58 Strafverfahren wurden eingeleitet, meist wegen Sachbeschädigungen an Bahngleisen, Schildern und einem Kriegerdenkmal.
Von Potzehne aus fanden weiter regelmäßige Kundgebungen gegen das GÜZ statt. Beim jährlichen Sommercamp im August 2014 protestierten etwa 300 Personen gegenüber 500 Polizeibeamten, die den eigens erweiterten Sicherheitsbereich schützen sollten. Nach Polizeiangaben kam es zu kleineren Sachbeschädigungen und Graffiti, nach Angaben der Campteilnehmer auch zu Festnahmen. Die Bürgermeisterin von Letzlingen richtete auf dem Marktplatz, am selben Tag an dem eine Demonstration stattfinden sollte, einen Familientag aus. Die Demonstration fand nicht statt. Ein Sprecher des Camps erklärte, das Training in Schnöggersburg zeige eine Neuausrichtung der Sicherheitspolitik und lasse die Grenzen zwischen Polizei und Militär verschwimmen. Der dort trainierte Häuser- und Straßenkampf diene nicht nur für Auslandseinsätze der Bundeswehr wie den in Afghanistan, sondern könne auch eine künftige Aufstandsbekämpfung in Europa vorbereiten. Die Europäische Union rechne bereits mit sozialen Unruhen und habe daher erlaubt, Armeen der Mitgliedstaaten unter Umständen in anderen EU-Staaten einzusetzen. Darum trete man für Verhältnisse ein, „die Krieg gar nicht erst hervorbringen. Letztlich ist Krieg immer Ausdruck der Staatenkonkurrenz – und damit des Kapitalismus.“ Bundeswehrgegner betraten zeitweise das Gelände, schlugen dort Zelte und hängten Transparente auf. Sie verließen es großenteils freiwillig, als Polizei anrückte. Die Räumung der übrigen verlief friedlich. Alle erhielten einen sechstägigen Platzverweis für einen bis zu sieben Kilometer breiten Gürtel um das GÜZ.
2016 griff das Aktionsbündnis mit seinem Aufruf „Krieg. Macht. Flucht.“ die aktuelle Debatte um Migration und Flucht auf und lud auch die Bewohner umliegender Dörfer in das Camp zu einem Kaffeenachmittag und Konzert ein; Referenten aus Südsudan, Nigeria und Tunesien hielten Vorträge im Camp über den Zusammenhang von Fluchtursachen, Wirtschaftsinteressen, Krieg und Gewalt. Am 30. Juli fand der jährliche „Aktionstag“ mit vier angemeldeten Mahnwachen in umliegenden Ortschaften statt. Es nahmen statt der 250 erwarteten Personen laut Polizei nur etwa 85, laut Veranstalter 150 teil. Die Proteste verliefen friedlich.
2019 nahmen an den Protesten noch 30 Teilnehmer und 2020 nur noch 20 Teilnehmer teil.